# Спортивний агент

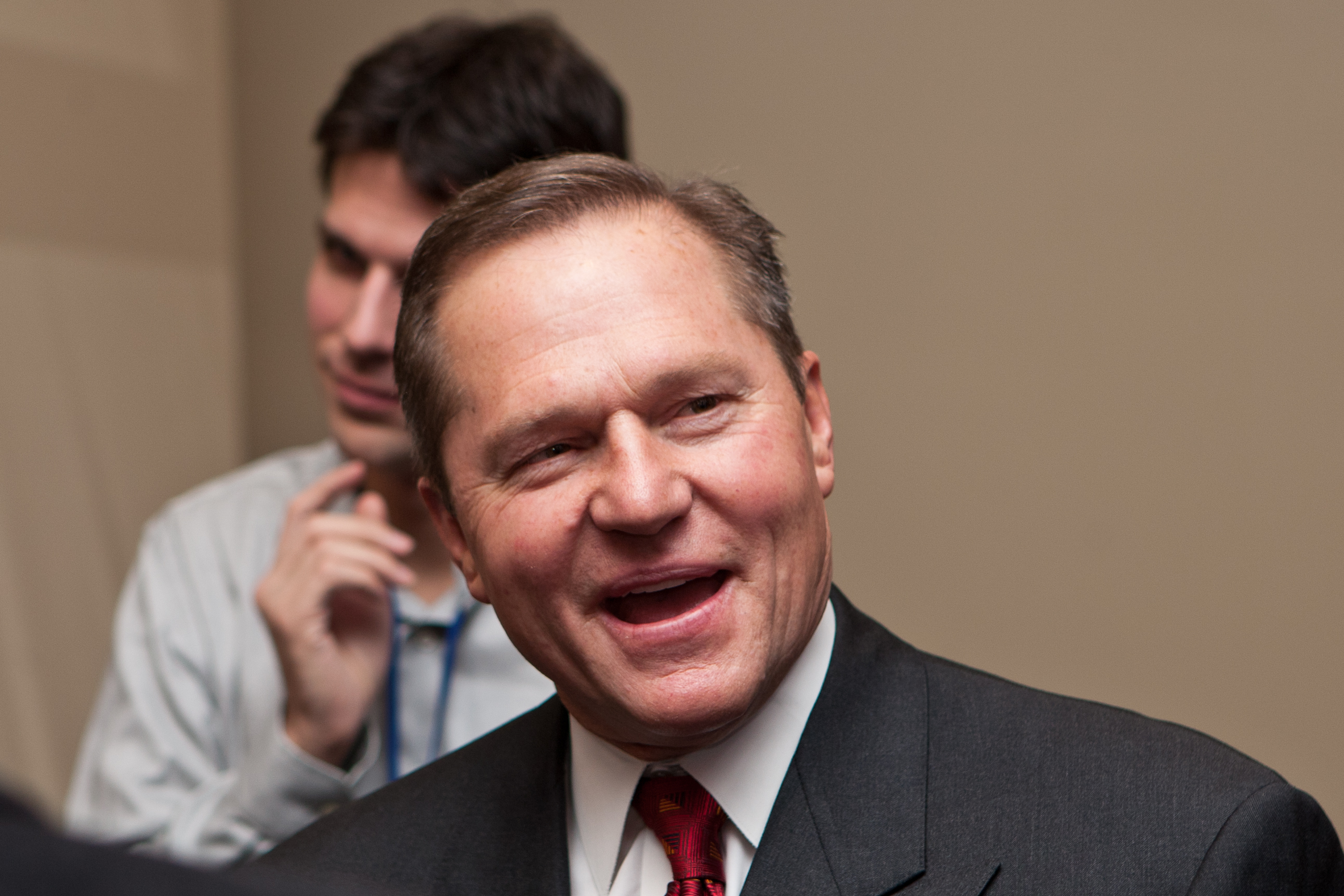
Скотт Борас один з найвпливовіших спортивних агентів в бейсболі.

Спортивний агент — менеджер, який на підставі договору зі спортсменом, займається представленням його інтересів у відносинах з різними контрагентами (в першу чергу спортивними клубами). Спортивний агент діє в рамках правил визначаються спортивними федераціями тих видів спорту в яких виступає спортсмен інтереси якого він представляє. Як правило, агенти використовуються як посередники при укладенні контрактів для своїх клієнтів, отримуючи при цьому відсоток від укладених угод, що і є їх основним доходом.
Основні напрямки діяльності агента:
- оформлення відносин спортсмена з роботодавцем,
- пошук найбільш вигідних контрактів зі спонсорами та рекламодавцями,
- врегулювання фінансових та юридичних питань,
- страхування спортсменів[1].

У деяких великих спортивних компаніях, таких як: IMG, Creative Artists Agency і Octagon, агенти займатися всіма аспектами фінансів клієнта, від інвестицій до подачі податкових декларацій. Через тривалість і складність спортивних контрактів, багато агентів є професійними юристами і мають досвід роботи у спортивному праві. З огляду на специфіку діяльності агенти повинні в достатній мірі розбиратися в питаннях фінансів, оцінки ризиків а так само в спорті, мати високі навички ведення переговорів. При цьому в тих випадках, коли агент представляє інтереси декількох спортсменів одночасно важлива навичка роботи в багатозадачному режимі.
Спортивні агенти можуть здійснювати свою діяльність як самостійні юридичні особи, так і від особи спортивних компаній. Кількість клієнтів, з якими може працювати один агент, не обмежується якимись правовими актами і регулюється ринком.

## Футбольні агенти
До початку 1990-х років більшість футболістів не користувалося послугами агентів, воліючи вести справи самостійно або через своїх родичів. Однак поступово футболісти стали помічати, що рівень заробітної плати в тих гравців, які користуються послугами агентів, вище, ніж у тих, які вирішують питання угод з клубами самостійно. Спочатку діяльність футбольних агентів мала регулюватися ФІФА, з цією метою організація ввела процес ліцензування агентів, ліцензія коштувала 200 000 швейцарських франків, і була вкрай довгостроковою інвестицією з точки зору отримання прибутку. У відповідь на ці дії ФІФА на ринку стали з'являтися тіньові агенти, що ведуть свої справи з використанням незаконних схем і криміналу. У 2001 році ФІФА ухвалила рішення відмовитися від самостійного ліцензування агентів, передавши ці функції національним футбольним асоціаціям, з правом самостійного визначення вартості ліцензії, ліцензії різко подешевшали (вартість агентської ліцензії в Російській Федерації у 2008 році була еквівалентна 2 000 доларів США). До 2002 року, за даними ФІФА, на ринку працювало вже 5187 ліцензованих футбольних агентів по всьому світу. З 2013 року ФІФА забороняє агентам і спеціально створеним фірмам (третім особам) викуповувати права (частки прав) на футболістів, таким чином економічні права на гравців повинні належати виключно футбольним клубам, що, в кінцевому підсумку, повинно привести всі футбольні ліги світу до єдиних правил функціонування ринку.